# Операција Чагаљ
Операција Чагаљ, позната у Хрватској под именом Операција Липањске зоре, је назив за етничко чишћење српског становништва у долини реке Неретве од стране хрватских ратних јединица у Босни и Херцеговини ХВО и ХОС као и регуларних војних јединица Републике Хрватске. Овом акцијом прогона српског становништва је командовао хрватски генерал Јанко Бобетко (командант тзв. Јужног бојишта) и у њој је учествовало преко 6.000 хрватских војника. С тим да је учествовала и једна јединица муслиманских добровољаца.
Овом злочиначком акцијом је око 45.000 Срба прогнано из свог завичаја. Уништене су православне светиње, као што су манастир Житомислић, саборна црква Свете Тројице у Мостару, црква са спомен-костурницом у Пребиловцима, где су биле кости пребиловачких мученика из 1941. године.
Тужилаштво Босне и Херцеговине, као и тужилаштва Републике Хрватске и Хашког Трибунала никада нису процесуирале злочинце који су учествовали у овом етничком чишћењу долине Неретве.

## Ситуација у долини Неретве
Неретва је река која протиче кроз Херцеговину и Далмацију. Извире код планине Зеленгоре, према граници са Црном Гором и улива се у Јадранско море, код Метковића. На свом путу ка ушћу Неретва протиче кроз Коњиц, Јабланицу, Мостар, Чапљину, Почитељ, Метковић и Опузен. Највећи град на Неретви је Мостар.
На Неретви је изграђено више хидроцентрала.
Највеће притоке Неретве су Рама, Требижат, Буна и Брегава. Дужина реке је 225 км, од чега 203 км у Херцеговини. Неретва тече кроз Динариде. Последњих 30 км ове реке се претварају у алувијалну делту, пре него што се улије у Јадранско море.
Српско становништво на овом подручју је домицилно, односно обитава више стољећа.
На реци Неретви у току Другог светског рата дошло је до великих сукоба партизанских јединица које су биле у окружењу усташа, италијанских и немачких ратних јединица у пролеће 1943. године.
Још у јесен 1991. када су се јединице ЈНА почеле повлачити из СР Словеније и СР Хрватске, у којој се водио жестоки сукоб крајишких Срба и хрватских паравојних снага, неке од тих јединица дошле су у Мостар и околна места. Већ тада је хрватско становништво у долини Неретве, као и у читавој западној Херцеговини било наоружано са лаким пешадијским наоружањем, које су илегално добијали преко странке ХДЗ.
Такође, 18. новембра 1991. Хрвати у Босни и Херцеговини су прогласили хрватску републику Херцег-Босну, у чији састав су ушла и места из долине Неретве. Циљ херцеговачких Хрвата је био етнички очистити српско становништво из тих крајева, те уништити и све трагове вишевековног постојања Срба на том подручју а касније и припајање Републици Хрватској, чиме би се остварио сан из Другог светског рата, а то је НДХ.
У Посушју 3. јануара 1992. године долази до формирања Главног штаба ХОС-а (Хрватских Одбрамбених Снага). Рат у Мостару званично почиње 3. априла 1992. након једне диверзије хрватских паравојника са цистерном нафте ЈНА  на аутобуском стајалишту, прекопута касарне ЈНА "Сјеверни логор". Пар дана касније долази до отворених сукоба ХОС-а и ЈНА. Врло брзо дошло је и до формирања још једне паравојне формације босанско-херцеговачких Хрвата, а то је ХВО (Хрватско Вијеће Одбране), на иницијативу Мате Бобана, предсједника ХРХБ. Петар Зеленика је тако постао командант "одбране" Мостара.

## Ток операције
Дана 7. јуна 1992. хрватски генерал Јанко Бобетко издаје наређење својим јединицама (око 6.000 војника) да нападну српске положаје, што је учињено пробојем фронта у Шеваш Пољу, а српске снаге се повлаче према Домановићима и Губавици. У сљедећем налету хрватске снаге окупирају Пребиловце и Клепце, тако да је у селу Хотоњ дошло до спајања северних и јужних јединица хрватских снага. А поред њих освојена су и села: Тасовчићи, Кулине, Грлићи, Лозница и др.
Дана 8. јуна 1992. хрватске снаге улазе у Чапљину и окупирају је. Док је први пут гранатирана православна саборна црква Свете Тројице у Мостару. Примирје је потрајало 3 дана, а већ 11. јуна 1992. крећу нове акције у којима хрватске снаге окупирају западне делове Мостара: Крушево, брдо Хум и Орловац. Затим је заузета касарна ЈНА "Јужни логор", као и насеља Јасеница, Родоч и фабрика алуминијума. Током 12. и 13. јуна 1992. хрватске снаге настављају са напредовањем, тако у њихове руке пада подручје Стоца, а 4 дана касније и село Ошањићи.
Читав Мостар пада под контролу ХОС-а 15. јуна, као и села Благај и Буна. Тада је православна црква и запаљена изнутра од припадника ХОС-а. Дана 21. јуна 1992. хрватске снаге су заробиле неколико официра ЈНА које су одвели у логоре. Наредна четири дана хрватске снаге су капитализовале освајањем Подвележја, Врапчића, Мерџан Главе, што је остало као граница између МХ Федерације и Републике Српске до Дејтонског споразума.

## Ратни злочини
Хрватске снаге (ХОС, ХВО и Војска Реп. Хрватске) су током ове операције Чагаљ починиле бројне злочине над српским становништвом у овом делу Херцеговине. Ту се пре свега мисли на убиства следећих лица:
Село Тасовчићи (7. јуна 1992):
1. Милан Мисита звани Пота, 48 година.
2. Илија Мисита звани Пундо, 64 године.
3. Војко Иљачић звани Мајстор, 71 године
4. Ђурђа Рељић, 50 година.
5. Вукашин Рељић, 18 година.
6. Бранко Бекан, 50 година, убијен с леђа.
7. Ђоко Ђонлага, 18 година, убијен с леђа.
8. Даница Булут, убијена на шљункари.
9. Стана Дошен,
10. Цвија Драшко, 85 година.
11. Сока Прело, 82 године.

Село Пребиловци (7. јуна 1992):
1. Госпава Драгић звана Гоша, 87, заклана у својој кући.
2. Драгиња Медић звана Драга, 62, заклана у својој кући.

Село Ходбинa (јуна 1992):
1. Рајка Главаш, 45, силована па убијена.
2. Која Главаш, 70, силована па убијена.

Село Габела (јуна 1992):
1. Милан Вулић,
2. Никола Вулић
3. Недељка Голо, 61 година.
4. Зоран Николић.

Село Козице (јуна 1992):
1. Савета Шакота, 71 година.

Село Грабовина (јуна 1992):
1. Милица Зуровац.

Село Клепци (7. јуна 1992):
1. Симана Ћуктераш (р. Слијепчевић), 68 година, заклана у својој кући.

Село Поткоса (7. јуна 1992):
1. Љачић Боса, 64 године, заклана у својој кући.

Село Речице (јуна 1992):
1. Радославка Ждралић, 60, заклана у својој кући.
2. Драгиња Мркић, убијена и спаљена у кући.
3. Зорка Мркић, 92 године.
4. Милева Шакота.

Село Домановићи (јуна 1992):
1. Бранко Бекан, убијен на Муминовачи.
2. Рајко Булитовић,
3. Новица Рељић.

Град Чапљина (јуна 1992):
1. Невенка Елезовић, убијена у свом стану.
2. Славојка Елезовић, убијена на Кравици.
3. Боро Ивковић,
4. Предраг Митровић,
5. Дивна Пудар, 31 година.
6. Драженко Трипић,
7. Сретен Трипић.

Село Опличићи (јуна 1992):
1. Драго Иљачић,
2. Невенка Иљачић.

## Налогодавци и организатори
Операцију Чагаљ испланирали су водећи официри хрватске војске у садејству са командантима паравојски херцеговачких Хрвата.
1. Јанко Бобетко, генерал хрватске војске и командант "Јужног бојишта".
2. Слободан Праљак, начелник Генералштаба ХОС-а у Херцеговини.
3. Петар Зеленика, командант "Одбране" Мостара.
4. Јасмин Јагањац, заменик Петра Зеленике.
5. Дамир Крстичевић, командант хрватске 4. гардијске бригаде "Тигрови".
6. Младен Налетилић - Тута, командант казнене бојне ХВО из Широког Бријега.

## Злочинци
Хрватске ратне јединице које су учествовали у етничком чишћењу Неретве јуна 1992. године, током операције Чагаљ су сљедеће:
1. 4. гaрдијскa бригaдa хрватске војске "Тигрови"
2. 156. бригaдa хрватске војске
3. Кaжњeнички батаљон ХВО-a,
4. "Поскок" батаљон ХВО-a Широки Бријег
5. Дивeрзaнтски одрeд ХВО-a из Читлукa,
6. Бригaдa "Кнeз Домaгоj" Чaпљинa
7. Добровољaчкa пуковниja Крaљ Томислaв
8. Батаљон ХВО-a: Столaц, Нeум, Љубушки и Читлук
9. Јединица ХВО-a Рaвно,
10. Батаљон хрватрске војске из Имотског
11. Батаљон и двeрзaнтски вод ХВО-a Грудe
12. 1. батаљон мостaрског ХВО-a Бијело Пољe
13. 2. батаљон мостaрског ХВО-a Рудник
14. 3. батаљон мостaрског ХВО-a Цим
15. Противоклопнa јединица 156. бригaдe ХВ-a.

Имена познатих извршиоца ових злочина:
1. Миро Храстић, звани Царо, из Љубушког, командант Војне полиције ХОС-а у Чапљини
2. Мирсад Н. Муминовић, звани Тадија, из села Струг, шеф полиције за цивилна питања у Чапљини
3. Зденко Јакић, звани Пипа,
4. Бошкаило Фикрет,
5. Мирза Кудра,

## Последице
Након рата и Дејтонског споразума 1995. године, сва села у овим подручјима око Мостара, Чапљине, Стоца... припала су МХ Федерацији. У њих се вратио јако мали број предратних становника. У Пребиловце се вратило само 30-ак породица. Разлог томе је пре свега велика несигурност, јер српске повратнике нападају "непозната лица" и уништавају им имовину, а полиција се не труди да их пронађе, још мање да их изведе пред суд.
Удружење Срба из Херцеговине је покренуло иницијативу за обнову храма у Пребиловцима, као место српског васкрсења.

## Суђења и оптужнице
Хрватско и босанско-херцеговачко, као и хашко тужилаштво никада нису процесуирали злочиначку операцију "Чагаљ", као и друге бројне злочине над српским народом у Босни и Херцеговини 1990-их година, иако постоји обимна документација о томе. Често се наводи лицемеран разлог да "нема политичке воље".